# Sloanea pulleniana
Sloanea pulleniana är en tvåhjärtbladig växtart som beskrevs av M.J.E. Coode. Sloanea pulleniana ingår i släktet Sloanea och familjen Elaeocarpaceae. Inga underarter finns listade i Catalogue of Life.